# Duhnen
Duhnen (von Dünen) es una estación balnearia que se encuentra en el centro del distrito alemán de Cuxhaven. Se encuentra en Baja Sajonia a 351 km al oeste de Berlín y 5 km del centro de Cuxhaven. Se incorporó por primera vez en 1935, 100 años después de que Cuxhaven fuera establecido.